# Лувр — Ланс
Louvre-Lens — художественный музей, также известный как Лувр II, расположенный во французском индустриальном городе Ланс департамента Па-де-Кале на севере Франции. Музей учреждён как государственное предприятие по развитию культуры, а его административный орган образован Региональным советом Нор-Па-де-Кале, департаментом Па-де-Кале, агломерацией Ланс—Льевен, муниципалитетом города Ланс, а также Луврским музеем. Этот «второй Лувр» возглавляет французский искусствовед и музейный хранитель Ксавье Декто.
Первый музей-спутник Лувра является самостоятельным предприятием, которое связано с парижским Лувром отдельным научно-культурным соглашением.
Музей построен на месте угольного разреза № 9 Ланской угольной компании. В новом здании, возведённом по заказу Регионального совета Нор-Па-де-Кале, организованы полупостоянные экспозиции, где представлены шедевры, переданные на время из коллекций Луврского музея. Эти экспозиции обновляются регулярно. В музее-спутнике также устраиваются временные экспозиции, как национального, так и международного уровня. Музей связан с основными вокзалами челночными маршрутами.
Торжественное открытие музея состоялось 4 декабря 2012 года, в праздник Святой Варвары; двери музея были открыты для свободного посещения с 18 часов до полуночи. А начиная с 12 декабря 2012 года музей открыт для широкой публики.
Проект устройства этого музея символизирует перепрофилирование Угольного бассейна Нор-Па-де-Кале; музей построен между угольными объектами, 30 июня 2012 года внесёнными в список объектов Всемирного наследия ЮНЕСКО.

## История образования

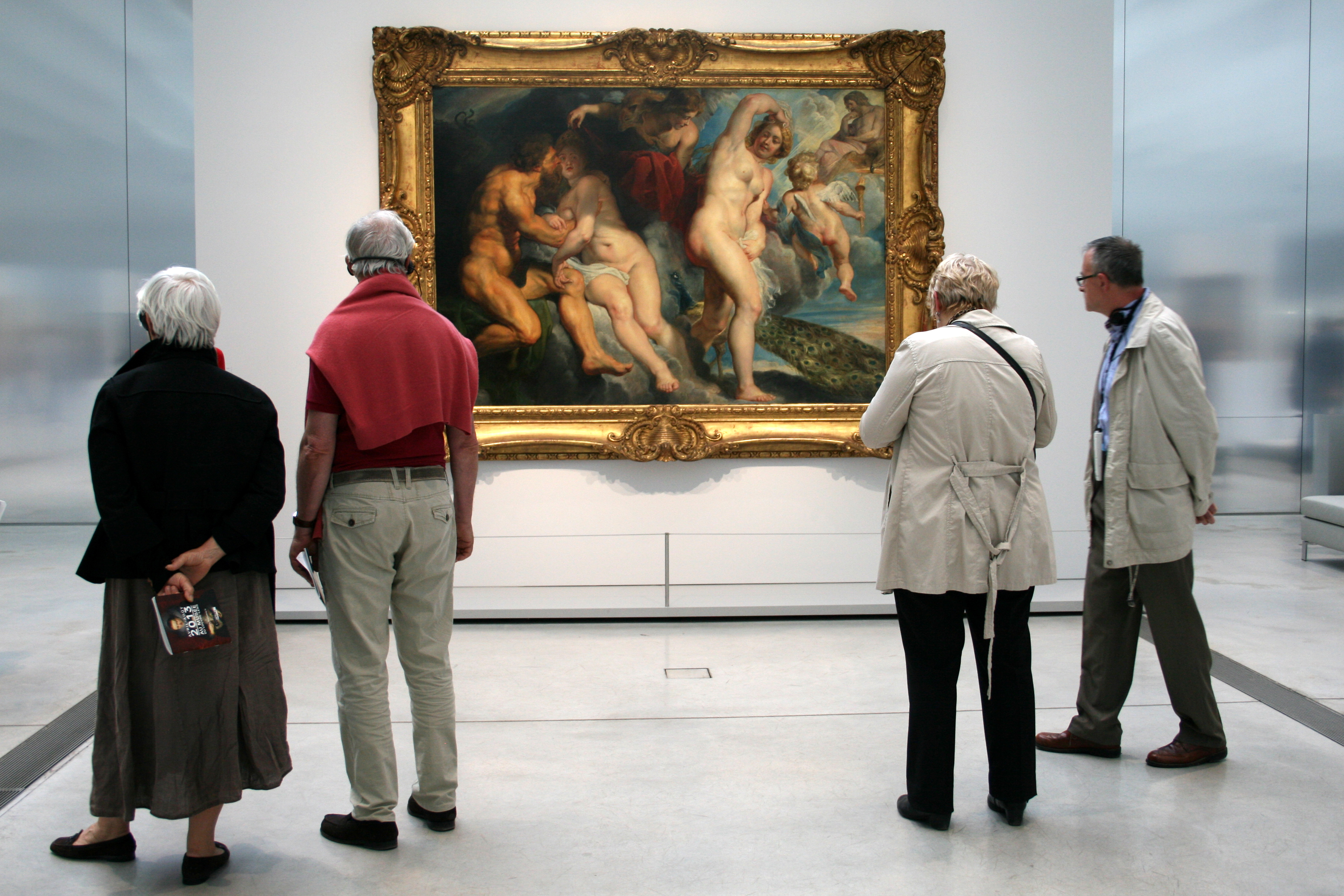
«Иксион, обманутый Юноной» (1615 г). Шедевр Рубенса в «Галерее времён»

Экспонаты, представленные в огромном здании парижского Лувра, распределены по соответствующим департаментам — например, Французской живописи, Ближневосточного искусства или Скульптуры — организованным около 200 лет назад. Согласно избранной концепции, за пределами Парижа возводятся музеи-спутники, на площади которых можно экспериментировать с иными форматами экспозиции музейных фондов и принять посетителей больше, чем может вместить парижский Луврский дворец.
Экспонаты, взятые из базовых коллекций Лувра (не из дальних запасников Лувра, вопреки бытующему мнению), в новом музее демонстрируются в едином ряду, что позволяет сравнивать работы разных исторических периодов и культурных эпох, формируя совершенно новое впечатление у посетителей.
Строительство музея закончено в 2012 году; выставочные площади рассчитаны на 500—600 основных экспонатов, а Главная галерея позволяет разместить несколько тысяч работ. По расчётам, новое здание будет принимать около 500 000 посетителей каждый год. Изначально на открытие у себя филиала Лувра претендовали 6 французских городов: Амьен, Аррас, Булонь-сюр-Мер, Кале, Ланс и Валансьен. 29 ноября 2004 года премьер-министр Франции Жан-Пьер Раффарен выбрал Ланс, бывший центр французской угольной промышленности, для размещения зданий нового музея. Для нового музея было выбрано имя Louvre-Lens.

## Описание
Музей располагается в парке площадью 20 гектаров (в пейзажном парке высажено 6600 деревьев, 26 000 кустарников и 700 многолетних растений, 4 гектара отведено для лужаек и полевых цветов, 1 гектар для подстриженных газонов; бывшие железнодорожные пути, соединявшие шахты, преобразованы в подъездные пути, а по периметру парка в качестве скамеек устроено около 20 «зелёных диванов»). Здания музея имеют общую площадь 28 000 квадратных метров, из которой под музейные экспозиции отведено около 7000 квадратных метров (Главная галерея, названная «Галереей времён», площадью 3000 квадратных метров, Галерея временной экспозиции площадью 1800 квадратных метров и Стеклянный павильон площадью 1000 квадратных метров; где представлены самые выдающиеся экспонаты парижских музеев, от 600 до 800 работ), и 1000 квадратных метров отведено под хранение музейных фондов. В музее также имеется многоцелевой театр, а хранилища музея устроены так, что их может посещать публика.
Проект, по результатам конкурса, в сентябре 2005 года был отдан известному японскому архитектурному бюро SANAA (Кадзуё Сэдзима и Рюэ Нисидзава) из Токио, известному своим воздушным дизайном, совместно с архитектурным бюро Imrey-Culbert (Нью-Йорк) и ландшафтным архитектором Катериной Мосбах (Париж).
Первый камень в основание нового музея был заложен 4 декабря 2009 года.
В районе, где построен музей, доминирует силуэт стадиона Феликса Боллара и два больших террикона той же высоты, что и пирамида Хеопса, символизирующие Пирамиду Лувра.

## Коллекции

Свобода, ведущая народ кисти Эжена Делакруа.

Открытие музея для широкой публики состоялось 12 декабря 2012 года. Главным экспонатом в первой экспозиции живописи стало полотно Эжена Делакруа Свобода, ведущая народ.
Экспозиция, представленная в Галерее Времени при открытии музея, содержала 205 работ, переданных из парижского Лувра на срок 5 лет. Ожидается, что пятая часть этой коллекции будет обновляться ежегодно к дате открытия музея. Посетить Галерею времени в течение первого года работы музея можно было бесплатно. Галерея времени представляет собой неразрывное выставочное пространство длиной 120 метров. Здесь представлены одновременно и полотна художников и скульптуры, начиная с IV века и заканчивая 1850 годом.
Во второй галерее устраиваются временные выставки. Пространство Стеклянного павильона отведено под временные экспозиции региональной тематики.